# جان جو نوین
جان جو نوین (انگلیسی: John Joe Nevin؛ زادهٔ ۷ ژوئن ۱۹۸۸) بوکسور اهل جمهوری ایرلند است.